# Camil Ferrater i Estivill
Camíl Ferrater i Estivill (La Selva del Camp - Reus, 10 de gener de 2019) va ser un mestre, polític, escriptor-historiador i especialment promotor i activista cultural català del Baix Camp.
Va ser jutge de pau i alcaldede La Selva del Camp per Convergència Democràtica de Catalunya (CDC) escollit el día 23 de maig de l'any 1983 per una legislatura fins a l'any 1987.
Arranjador i autor de moltes obres de teatre, entre les quals destaquen el coarranjament l'any 1980 de "L'Assupció de Madonna Santa Maria"o també dit el Misteri de la Selva que és el drama sacre assumpcionista més antic d'Europa en llengua romànica. També va ser el responsable de l'escenificació del "Ball o Martiri de Sant Andreu Apóstol" entre d'altres.

## Obra literària publicada
- "En el 25è aniversari del Grup de Dones de la Selva del Camp" publicat per Cossetània (2000).
- "Pas a pas de representació de l'Assumpció de madona Santa Maria a El misteri de la Selva" (Cossetània, 2004).
- "Olles, cassoles i tupins. Els fogons de la Selva del Camp" (Cossetània, 2007).
- "L'orquestra dels Coguls de la Selva del Camp" (Cossetània, 2012).